# Резолюция 11 на Съвета за сигурност на ООН
Резолюция 11 на Съвета за сигурност на ООН, приета на 15 ноември 1946 г., препоръчва на Общото събрание на ООН, в съответствие с чл. 93 от Хартата на ООН, да определи условията, при които Швейцария може да стане страна по Статута на Международния съд.
Резолюцията препоръчва на Общото събрание Швейцария да бъде приета за страна по Статута на Международния съд, след като депозира пред генералния секретар на ООН акт, подписан от името на швейцарското правителство и ратифициран съгласно основния закон на страната, който акт да съдържа:

А) приемане на постановленията в Статута на Международния съд;

Б) приемане на всички задължения на член на Организацията на обединените нации, произтичащи от член 94 от Хартата на ООН;

В) поемане на задължението да покрива част от разходите на Съда, размерът на която част ще се определя периодично от Общото събрание на ООН след консултации с правителството на Швейцария.